# Gera Lario
Gera Lario är en ort och kommun i provinsen Como i regionen Lombardiet i Italien. Kommunen hade 1 037 invånare (2018).